# Commelina elgonensis
Commelina elgonensis là một loài thực vật có hoa trong họ Commelinaceae. Loài này được Bullock mô tả khoa học đầu tiên năm 1932.